# باول بلير
باول بلير (بالإنجليزية: Paul Blair)‏ هو لاعب كرة قدم أمريكية أمريكي، ولد في 30 مايو 1882 في لاتروب في الولايات المتحدة، وتوفي بنفس المكان في 11 ديسمبر 1904.